# خانه سوری (خانه میرزا زکی خان)
خانه سوری (خانه میرزا زکی خان) مربوط به اوایل دوره قاجار است و در تویسرکان، خیابان شریعتی، خیابان دستغیب، کوچه اردیبهشت، پ۹۰ واقع شده و این اثر در تاریخ ۱۹ اسفند ۱۳۸۰ با شمارهٔ ثبت ۴۸۷۸ به‌عنوان یکی از آثار ملی ایران به ثبت رسیده است.